# Ed Solomon
Ed Solomon (Saratoga, 15 settembre 1960) è uno sceneggiatore, regista e produttore cinematografico statunitense.

## Biografia
Dopo il diploma alla Saratoga High School e alla UCLA, Solomon inizia l'attività di sceneggiatore negli anni ottanta, scrivendo alcuni episodi della serie televisiva Laverne & Shirley, ma acquista popolarità per aver firmato la sceneggiatura della commedia Bill & Ted's Excellent Adventure e dei suoi sequel.
Nel corso degli anni ha scritto le sceneggiature di film di successo come Men in Black, Super Mario Bros., Da che pianeta vieni? e Charlie's Angels. Nel 1999 debutta alla regia con il film televisivo The Unbelievables, mentre nel 2003 dirige per il cinema Levity, con Billy Bob Thornton e Morgan Freeman.
Solomon è sposato con Cynthia Cleese, figlia di John Cleese e Connie Booth.

## Filmografia

### Sceneggiatore
- Bill & Ted's Excellent Adventure (1989)
- Un mitico viaggio (Bill & Ted's Bogus Journey) (1991)
- Fuga per un sogno (Leaving Normal) (1992)
- Mom and Dad Save the World (1992)
- Super Mario Bros. (1993)
- Men in Black (1997)
- The Unbelievables – film TV (1999)
- Charlie's Angels (2000)
- Da che pianeta vieni? (What Planet Are You From?) (2000)
- Levity (2003)
- Matrimonio impossibile (The In-Laws) (2003)
- Immagina che (Imagine That) (2009)
- Now You See Me - I maghi del crimine (Now You See Me), regia di Louis Leterrier (2013)
- Now You See Me 2, regia di Jon M. Chu (2016)
- Mosaic – videogioco (2017)
- Mosaic, regia di Steven Soderbergh – miniserie TV (2018)
- No Sudden Move, regia di Steven Soderbergh (2021)
- Full Circle, regia di Steven Soderbergh – miniserie TV (2023)

### Regista
- The Unbelievables – film TV (1999)
- Levity (2003)

### Produttore
- Rapturepalooza, regia di Paul Middleditch (2013)